# Stephen Willard
Stephen W. Willard (* 1. November 1941 in Syracuse; † 7. August 2009 in Edmonton) war ein US-amerikanischer Mathematiker.

## Leben
Willard studierte an der University of Rochester, wo er 1965 mit einer Arbeit Absolute Borel Sets and Their Stone-Čech Compactifications bei Arthur Harold Stone promoviert wurde. Er war Mathematik-Professor an der Lehigh University und später an der University of Alberta in Edmonton, wo er 1997 in den Ruhestand ging.
Er ist vor allem bekannt als Autor eines verbreiteten Lehrbuchs der mengentheoretischen Topologie.

## Werke
- Stephen Willard: General Topology. Addison-Wesley Series in Mathematics, Addison-Wesley, Reading, Massachusetts u. a. 1970.